# Juan Arroyo
Pour les articles homonymes, voir Arroyo.
Juan Arroyo  est un compositeur franco-péruvien né à Lima le 4 septembre 1981.
Il est l’un des principaux compositeurs de sa génération. En 2015 il obtient un prix de l'Académie de Beaux Arts de France. En 2014, il est invité en tant que compositeur en résidence de recherche artistique à l'IRCAM pour développer son travail autour de l'écriture d'un quatuor à cordes hybride pour le Quatuor Tana. En 2013, il obtient une Commande d’État du Ministère de la Culture Français pour la composition d’une pièce intitulée SAMA, créée par l’ensemble Proxima Centauri au Festival Novart à Bordeaux. La Fondation Salabert lui octroie le Prix de Composition 2013 pour SELVA, pièce chorégraphique pour trois danseurs, orchestre et dispositif électroacoustique, créée par l’Orchestre des Lauréats du Conservatoire national supérieur de musique et de danse de Paris, sous la direction de Tito Ceccherini le 4 octobre 2013. Ses œuvres ont été jouées par des ensembles tels que 2e2m, Linea, Proxima Centauri, Vortex, L'Itinéraire (ensemble), le Quatuor Tana, le TrioPolycordes, Red Note, Prime Project, L’Arsenale, Artsound quartet, entre autres, et festivals de 
renom tels que le Festival Manca, Archipels, Novart, Mixtur, Rhizome, Plug, La Chaise-Dieu, Cervantino, Ars Musica et Transit Festival.

## Biographie
Né en 1981 à Lima au Pérou, Juan Arroyo commence ses études musicales au Conservatoire  National de Musique du Pérou. De 2004 à 2008 il étudie la composition au Conservatoire à rayonnement régional de Bordeaux. En 2008, il entre en classe de composition musicale au Conservatoire national supérieur de musique et de danse de Paris où il poursuit ses études auprès de Stefano Gervasoni, Luis Naón et Michaël Levinas. En 2010, il figurait parmi les quinze compositeurs sélectionnés pour participer à la formation Voix Nouvelles de Royaumont. Il a suivi le cursus de l´IRCAM de 2011-2012.
Pendant ses études, Juan Arroyo a bénéficié des conseils de Mauricio Kagel, Henri Pousseur, Allain Gaussin, Heinz Holliger et Brian Ferneyhough entre autres. Toutes ces rencontres ont marqué son parcours. Dans la recherche de nouvelles possibilités instrumentales, les rencontres avec Marie-Bernadette Charrier et Antonio Politano ont été décisives. Quant à l´écriture de la musique mixte, c´est aux côtés de Luis Naón qu´il l´a perfectionnée. C'est finalement la rencontre avec le compositeur italien Stefano Gervasoni, qui a été décisive dans le  développement artistique du jeune compositeur.
Juan Arroyo a remporté plusieurs récompenses comme le Prix de l'Académie de Beaux Arts de France, le Prix du festival d'Auvers-sur-Oise, le Prix de la Société des Auteurs, Compositeurs et Éditeurs de Musique (SACEM), le Prix des 6e Rencontres Internationales de Composition Musicale de Cergy-Pontoise. Ses œuvres ont été jouées par des ensembles comme l'Ensemble Linea, Proxima Centauri, Vortex, Le Quatuor Tana, Red Note Ensemble, Prime Project, L'Arsenale, Artsound Quartet, entre autres, et dans des festivals de renom tels que le Festival Manca, Archipels, Novart, Mixtur, Rhizome, Plug, La Chaise-Dieu. En 2013, il obtient une Commande d'État du Ministère de la Culture Français pour la composition d'une pièce intitulée SAMA, créée par l'ensemble Proxima Centauri au Festival Novart. La Fondation Salabert lui octroie le Prix de Composition 2013 pour SELVA, pièce chorégraphique pour trois danseurs, orchestre et dispositif électroacoustique, créée sous la direction de Tito Ceccherini le 4 octobre 2013. En 2014 il obtient une co-commande du Centre Henri Pousseur et du Quatuor Tana avec le soutien de la SACEM pour l'écriture et création du premier quatuor à cordes hybride intitulé SMAQRA. Em 2016-2017, il devient pensionnaire de la Casa de Velázquez et poursuit ainsi sa formation à Madrid.
Aujourd’hui, ses préoccupations esthétiques l´amènent à explorer les sonorités complexes issues de sa langue maternelle, et à s´intéresser aux échelles provenant des instruments précolombiens. En effet, une place non négligeable de son travail d´élaboration est destinée à mêler deux cultures musicales fortement contrastées : la culture occidentale et la culture latino-américaine. La richesse de ce tissage crée la spécificité de son écriture. Très investi dans la recherche de nouvelles technologies, l´électroacoustique et les pièces mixtes occupent une part importante dans son œuvre.

## Prix et distinctions
- Prix Ibermusicas pour la composition et création d’une oeuvre (2022)
- Nommé en tant que membre de l’Académie de France à Rome – Villa Médicis (2017)
- Nommé en tant que membre de l’Académie de France à Madrid – Casa de Velasquez (2016)
- Deuxième prix du concours « Musique nouvelle pour flûte à bec » pour Arka (2016)
- Prix d'Encouragement à des jeunes artistes de l'Académie de Beaux Arts de France (2015)
- Prix de la Fondation Francis et Mica Salabert pour SELVA (2013)
- Boursier de la Fondation Meyer (2013)
- Prix du Festival d'Auvers-sur-Oise, Paris, France, pour AGIR JE VIENS (2007)
- Prix de la SACEM, pour VERSUS, concerto pour accordéon et orchestre (2007)
- Prix des 6e Rencontres Internationales à Cergy Pontoise pour la pièce AGIR JE VIENS (2007)
- Sélectionné par la Société internationale pour la musique contemporaine (SIMC) pour participer du Sixième Forum de la Jeune Création Musicale à Paris (2007)

## Œuvres

### Cycle S
- SONRIO/SOLLOZO  (2015) 
  - Poème concertante pour TanaCello (violoncelle hybride) ensemble et deux beatboxers, commande du LAPS ensemble, créée au Festival Ars Musica sous la direction de Claude Ledoux.
- SMAQRA
  - I. Masques-Tambours  (2015)
    - Pour quatuor à cordes hybride, co-commande du Centre Henri Pousseur et du Quatuor Tana avec le soutien de la SACEM.
- SAYNATASQA  (2015)
  - Pour TanaCello (violoncelle hybride), créé par Jeanne Maisonhaute lors de la saison 2014-2015 de l'Ensemble Regards à Paris.
- SISMO  (2014)
  - Pour quintette amplifié, commande du DAI en musique contemporaine du Conservatoire national supérieur de musique et de danse de Paris sous la direction de Léo Margue.
- SELVA  (2013)
  - Œuvre chorégraphique pour trois danseurs, orchestre de chambre et dispositif électronique, créé par l'Orchestre des Laureats du Conservatoire National Supérieur de Paris, sous la direction de Tito Ceccherini.
- SAMA  (2013)
  - Pour flûte, saxophone, piano, percussion et dispositif électronique, commande d’État du Ministère de la Culture Français, créé par l'Ensemble Proxima Centauri.
- SUYUS  (2012)
  - Pour orchestre de chambre et dispositif électronique, créé par l'Orchestre du Conservatoire National Supérieur de Paris, sous la direction de Zsolt Nagy.
- SUMAC  (2012)
  - Pour soprano, ensemble et dispositif électronique, commande du Red Note ensemble sous la direction de Gordon Brag, avec le soutien du Fond Diaphonics.
- SIKURI
  - Sikuri I  (2012)
    - Pour saxophone ténor sans bec et dispositif électronique, créée par Hiroe Yasui à l'Espace de Projection de l'IRCAM.

  - Sikuri II  (2012)
    - Pour saxophone alto sans bec, percussion et dispositif électronique, créée par l'ensemble Proxima Centauri (Marie-Bernadette Charrier et Benoit Poly) au Festival MAD à Bordeaux.

  - Sikuri IV  (2013)
    - Pour quatuor de saxophones sans bec et dispositif électronique, commande du quatuor de saxophones Artsound quartet, crée au Festival Mixtur à Barcelone en 2013.

  - Sikuri X  (2015)
    - Pour ensemble de saxophones sans bec et dispositif électronique, commande de l'Ensemble de Saxophones de Bordeaux, créée au Festival SaxOpen à Strasbourg en 2015.
- SIKUS arka/ira   (2010)
  - Pour 12 flûtes (6 Recorders et 6 Paetzold) et dispositif électronique, commande du Prime Recorder Ensemble sous la direction d'Antonio Politano.

### Œuvres instrumentales

#### Instrument solo
- JH pour guitare amplifiée (2010-2019)

#### Musique de chambre
- RENCONTRES (2004) 
  - Pour quatuor de saxophones. Créée au Festival "La Nuit de la Création" à Bordeaux le 25 avril 2005.
- NOIR (2005) 
  - Pour quatuor de saxophones et quatuor de clarinettes. Commandée par Marie-Bé Charrier et créée au Festival "La Nuit de la Création" à Bordeaux le 25 avril 2006.
- FACE TO FACE (2006) 
  - Pour saxophone baryton et violoncelle. Commandée par le Conservatoire de musique d'Ourense-España pour la célébration de son 50e anniversaire).
- AGIR JE VIENS (2007)
  - Pour baryton, clarinette basse, violoncelle, cor et percussion. Prix du Festival d'Auvers-sur-Oise.

#### Instrument solo et orchestre
- VERSUS (2007)
  - Concerto pour accordéon et orchestre, créée au Festival Transformes 2007 par l'orchestre du Conservatoire à rayonnement régional de Bordeaux, sous la direction de Jean Luc Porteli.

### Œuvres mixtes
- JEUX D'HIVER (2006)
  - Pour saxophone alto et dispositif électroacoustique. Pièce commandée par Marie-Bernadette Charrier pour le CEFEDEM de Bordeaux.

### Œuvres acousmatiques
- BELLS FOR BOLAÑOS (2006).
- MICRO-TAPE-IN (2007)
  - Créée le 9 octobre 2008 aux Journées de l'Electroacoustique à Lyon-France.
- PARFUM D'UNE NUIT À LIMA (2008).